# Исследовательский институт Номура
Исследовательский институт Номура (яп. 野村総合研究所 номура со:го: кэнкю:дзё, англ. Nomura Research Institute или NRI) — крупнейшая частная японская консалтинговая компания, один из первых аналитических центров Японии. Аффилирован с финансовой группой Nomura Holdings. Основные направления деятельности — микро- и макроэкономические исследования, исследования инвестиционного рынка, консалтинг, предоставление услуг в сфере информационных технологий.
Институт Номура основан в 1965 году, имеет филиалы и офисы в США, Великобритании, Китае, Гонконге, Индии, России, Сингапуре, Индонезии, Таиланде, Южной Корее, Люксембурге, на Тайване и Филиппинах. По состоянию на 2016 год в компании работало свыше 9 тыс. человек. 

## Дочерние компании
- NRI Netcom
- NRI SecureTechnologies
- NRI Workplace Services
- NRI Data i Tech
- NRI Cyber Patent
- NRI Social Information System Services
- NRI Process Innovation
- NRI System Techno
- NRI Mirai
- DSB Co.
- Zhiming Software Japan